# Geldersch-Overijsselsche Stoomtram Maatschappij

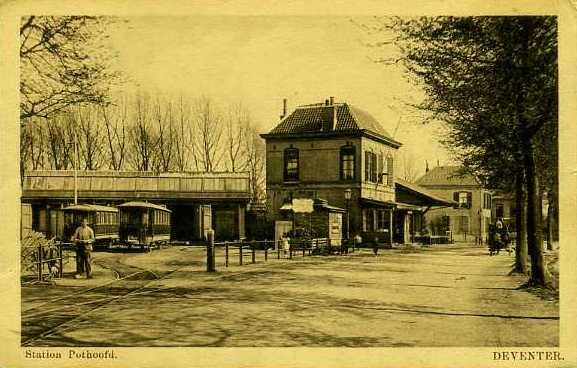
Station Pothoofd van de GOSM in 1916

De Geldersch-Overijsselsche Stoomtramweg Maatschappij (GOSM) was gevestigd te Lochem. Zij opende op 26 augustus 1885 een tramlijn tussen het Deventer (het Pothoofd) en Borculo via Harfsen, Laren, Lochem en Barchem.
De exploitatie van de lijn verliep redelijk succesvol. Er kwamen ontwerpen voor uitbreidingen van het tramnet zoals een verbinding met Zutphen en een zijlijn van Barchem naar Ruurlo. Vanaf 1910 zijn concrete plannen gemaakt om de lijn vanaf Borculo via Groenlo en Meddo door te trekken tot Winterswijk. Daar zou een tramstation met emplacement verrijzen naast het station van de Nederlandsch-Westfaalsche Spoorweg-Maatschappij. Vanuit Winterswijk wilde men dan de lijn doortrekken naar Gescher in Duitsland, om daarmee het vervoer naar de haven te Deventer te vergroten. Hierop vooruitlopend is in 1913 al een overeenkomst gesloten met de De Groenlosche Tram, waarbij de lijn Groenlo - Station Lichtenvoorde-Groenlo aan de GOSM zou worden overgedragen om deze te exploiteren samen met de ontworpen tramlijn Borculo - Winterswijk. Voor de uitbreiding waren reeds vergunningen verleend en voorbereidingen gemaakt, maar door het uitbreken van de Eerste Wereldoorlog is het project nooit uitgevoerd.
Door de opkomst van autobus en vrachtwagen werd de tramlijn verliesgevend. Tot 20 april 1931 is er vervoer van reizigers geweest. Het goederenvervoer is voortgezet tot 18 september 1944. Door vernieling van de bruggen over het Twentekanaal tijdens de bevrijding van het oosten van Nederland in april 1945 is de lijn na de Tweede Wereldoorlog niet meer in gebruik genomen en in 1948 opgebroken.
De cycloon die in 1925 Borculo verwoestte leidde tot veel nieuwsgierige dagjesmensen die per tram naar Borculo kwamen. Bovendien leverde de aanvoer van bouwmaterialen tijdens de herstelwerkzaamheden ook nog eens het nodige goederenvervoer op.